# Линдер, Бела
Бела Линдер (венг. Linder Béla; 10 февраля 1876 — 15 апреля 1962, Белград, ФНРЮ) — венгерский полковник артиллерии, военный секретарь правительства Михая Каройи, министр правительства Денеша Беринкея, военный атташе Венгерской Советской Республики в Вене, мэр города Печ в период сербской оккупации.

## Биография
Отец Линдера был евреем и входил в ближайшее окружение Франца Фердинанда. 
В 1918 году во время революции астр Линдеру было присвоено звание военного министра. Он присягнул правительству Михая Каройи перед венгерским парламентом 2 ноября 1918 года.
На момент назначения Михая Каройи на пост премьер-министра Венгрии численность венгерской королевской армии Гонведа составляла более полутора миллионов солдат.
Каройи, следуя требованию президента США Вудро Вильсона о необходимости соблюдения принципов пацифизма, отдал приказ о демобилизации. Это решение было принято под руководством военного министра Линдера, который также входил в состав правительства Каройи.
В результате полного разоружения армии Венгрия оказалась без средств национальной обороны в период, когда страна была особенно уязвима.
Военные и политические события резко и быстро изменились после венгерского разоружения. 5 ноября 1918 года сербская армия в союзе с французской пересекли южные границы. 8 ноября чехословацкая армия пересекла северные границы, а 13 ноября румынская армия пересекла восточные границы Венгерского королевства. 13 ноября Каройи подписал перемирие с союзными странами в Белграде. Оно ограничило размер венгерской армии шестью пехотными и двумя кавалерийскими дивизиями. Были проведены демаркационные линии, определяющие территорию, остающуюся под венгерским контролем.
В соответствии с условиями перемирия сербские и французские войска наступали с юга, взяв под контроль Банат и Хорватию. Чехословакия взяла под контроль Верхнюю Венгрию и Карпатскую Русь. Румынским войскам было разрешено продвигаться к реке Марош.
14 ноября Сербия заняла Печ.
Военное министерство во главе с Линдером 6 ноября 1918 года направило в Министерство иностранных дел телеграмму с приказом немецким войскам выдвинуться на берега Дуная и Савы, но они отказались это сделать.
Впоследствии всем военнослужащим бывшей австро-венгерской армии было предложено вернуться и сдать всё имеющееся у них оружие. В результате этого Венгрия оказалась полностью беззащитной.
В период правления пацифистского кабинета Каройи Венгрия без сопротивления утратила контроль над примерно 75% своих довоенных территорий и подверглась иностранной оккупации.

### Уход в отставку
Критикуемый за дилетантизм, он ушел в отставку с поста военного министра 9 ноября, но сохранил членство в правительстве. Его задачей было вести переговоры по подготовке мирного договора.
7 ноября в Белграде уже шли переговоры между делегацией во главе с Михаем Каройи и командующим войсками восточной Антанты генералом Франше д'Эспере. 13 ноября Линдер подписал Белградское перемирие вместе с генералом Генрисом и воеводой Живоином Мишичем.
В период Венгерской Советской Республики он участвовал в многочисленных дипломатических поездках в качестве военного атташе Военного министерства в Вене.

### Бегство за границу
После распада Венгерской Советской Республики он вступил в Социалистическую партию, а 23 сентября 1920 года стал мэром Печа. В это время Печ все еще был оккупирован сербской армией, хотя существовало действующее соглашение о границе с Антантой.
Позже он стал лидером Печ-Бараньской республики, а 14 августа 1921 года — Баранья-Байской сербско-венгерской республики. Последняя республика просуществовала восемь дней, а ее президентом был Петар Добрович.
В августе 1921 года сербские войска покинули регион Баранья и направились в Югославию. Линдер присоединился к ним.

### Жизнь в Югославии и смерть
22 ноября 1926 года, по данным газеты «Dél-Bácska», издававшейся в Нови-Саде, белградское правительство Белграда потребовало от Белы Линдера в течение 24 часов покинуть территорию Югославии, и он якобы намеревался поселиться во Франции или Америке. Несмотря на это, Линдер остался и проживал в Югославии вплоть до своей кончины. 
Королевство сербов, хорватов и словенцев, а затем социалистическая Югославия, возглавляемая Иосипом Броз Тито, выразили ему своё почтение за его деятельность, связанную с односторонним разоружением венгерской армии Гонведа в период Первой мировой войны, а также за его роль в создании Сербско-Венгерской Республики в Баранье и Бате между 1918 и 1919 годами. Ему были оказаны государственные похороны и предоставлена почётная могила в Белграде.
Однако на родине он часто подвергался демонизации, и многие венгры выражают своё неодобрение в отношении его деятельности, поскольку он сыграл важную роль в определении границ Венгерской Республики в соответствии с невыгодными условиями Трианонского договора, в то время как Венгрия не имела вооружённых сил, способных противостоять чрезмерным требованиям Малой Антанты.